# Lino Fumagalli
Lino Fumagalli (* 13. května 1947, Řím – La Storta) je italský římskokatolický duchovní a emeritní biskup Viterba.

## Stručný životopis
Na studiích získal licenciát z teologie a licenciát z církevního práva, knězem se stal v roce 1971 v suburbikální diecézi Porto-Santa Rufina. Po působení v pastoraci i v univerzitní sféře se stal farářem katedrály v La Stortě (1996) a biskupským vikářem (1989). 31. prosince 1999 jej papež Jan Pavel II. jmenoval biskupem Suburbikální diecéze Sabina-Poggio Mirteto, biskupské svěcení přijal v únoru 2000. V roce 2008 byl také apoštolským administrátorem Diecéze Tivoli. 11. prosince 2010 jej papež Benedikt XVI. jmenoval biskupem viterbským.
Dne 7. října 2022 přijal papež František jeho rezignaci z důvodu dosažení kanonického věku 75 let.